# 小行星1661
小行星1661（1661 Granule）是一颗绕太阳运转的小行星，为主小行星带小行星。该小行星于1916年3月31日发现。
該小行星以病理學家愛德華·A·蓋爾（Edward A. Gall）命名。

## 轨道参数
小行星1661的轨道半长轴为2.1838182 UA，离心率为0.091。